# Monumento a José María Morelos
La estatua monumental de José María Morelos en Janitzio es un monumento conmemorativo de 47.75 metros de altura dedicada al héroe de la Independencia de México José María Morelos y Pavón originario de Michoacán. La estatua colosal se localiza en la isla de Janitzio del lago de Pátzcuaro, en el municipio de Pátzcuaro, Michoacán, México.
El monumento fue inaugurado el 30 de septiembre de 1936 por el general Lázaro Cárdenas del Río, entonces presidente de la República. En ese momento, era la estatua más alta del país —condición que perdió tras la inauguración en 2014 del Guerrero Chimalli en Chimalhuacán— y una de las estatuas exentas más altas del mundo, superando al Cristo Redentor de Río de Janeiro y a la Estatua de la Libertad de Nueva York. Aun hoy (febrero de 2024), es la 2.º más alta del país.

## Historia
La idea de construir una estatua monumental a José María Morelos y Pavón surgió del general Lázaro Cárdenas del Río siendo gobernador de Michoacán (1928-1932).
Al ser Morelos un importante héroe de la Independencia de México originario de Michoacán, se buscó un sitio pertinente en la entidad para edifícarlo, además de ser el monumento una obra conmemorativa de los festejos de la Independencia de México en ese tiempo.
En un principio la obra se edificaría en la cumbre del cerro Sandio, en las inmediaciones de la comunidad de San Jerónimo Purenchecuaro, en el municipio de Quiroga. Sin embargo se señala que una visita de Lázaro Cárdenas a la isla de Janitzio decidió que finalmente se edificará en ese lugar.
La obra fue encomendada a Guillermo Ruiz, en colaboración con Juan Cruz Reyes y Juan Tirado Valle nacido en Ciudad de México. Cárdenas encargó además pintar murales en el interior de la estatua al artista plástico Ramón Alva de la Canal (1892-1985) originario de Ciudad de México, a quien le llevó realizar la obra alrededor de 5 años.

Vistas del monumento
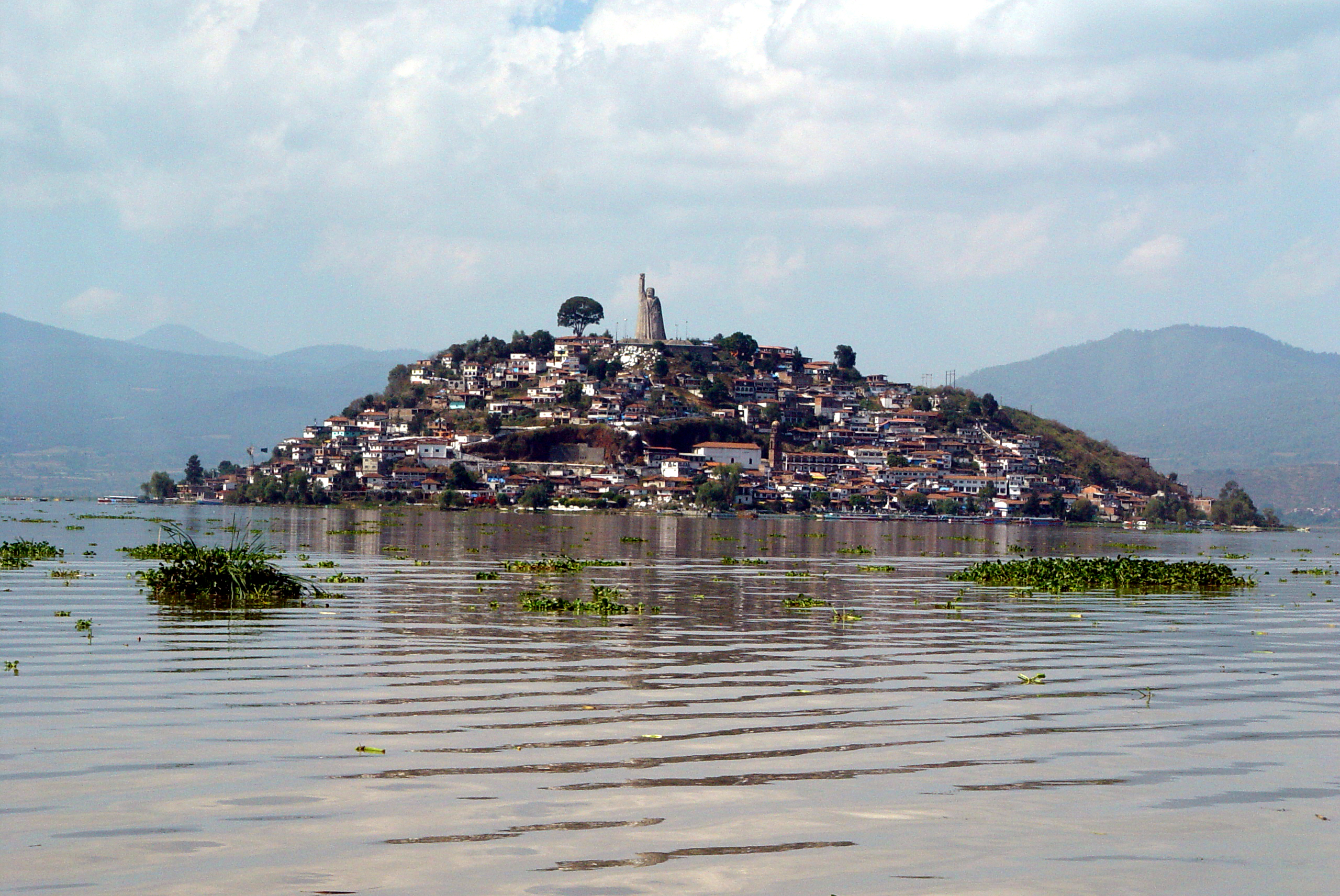
isla de Janitzio
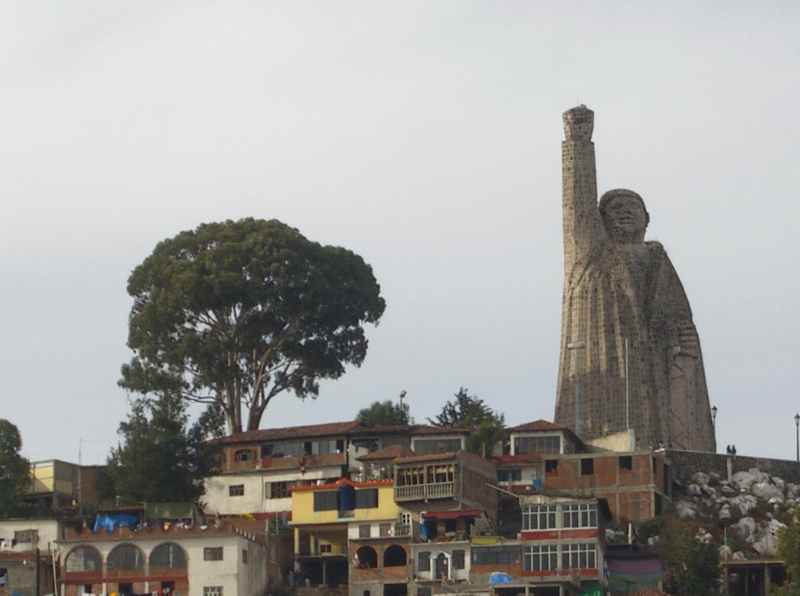
Vista de la estatua monumental
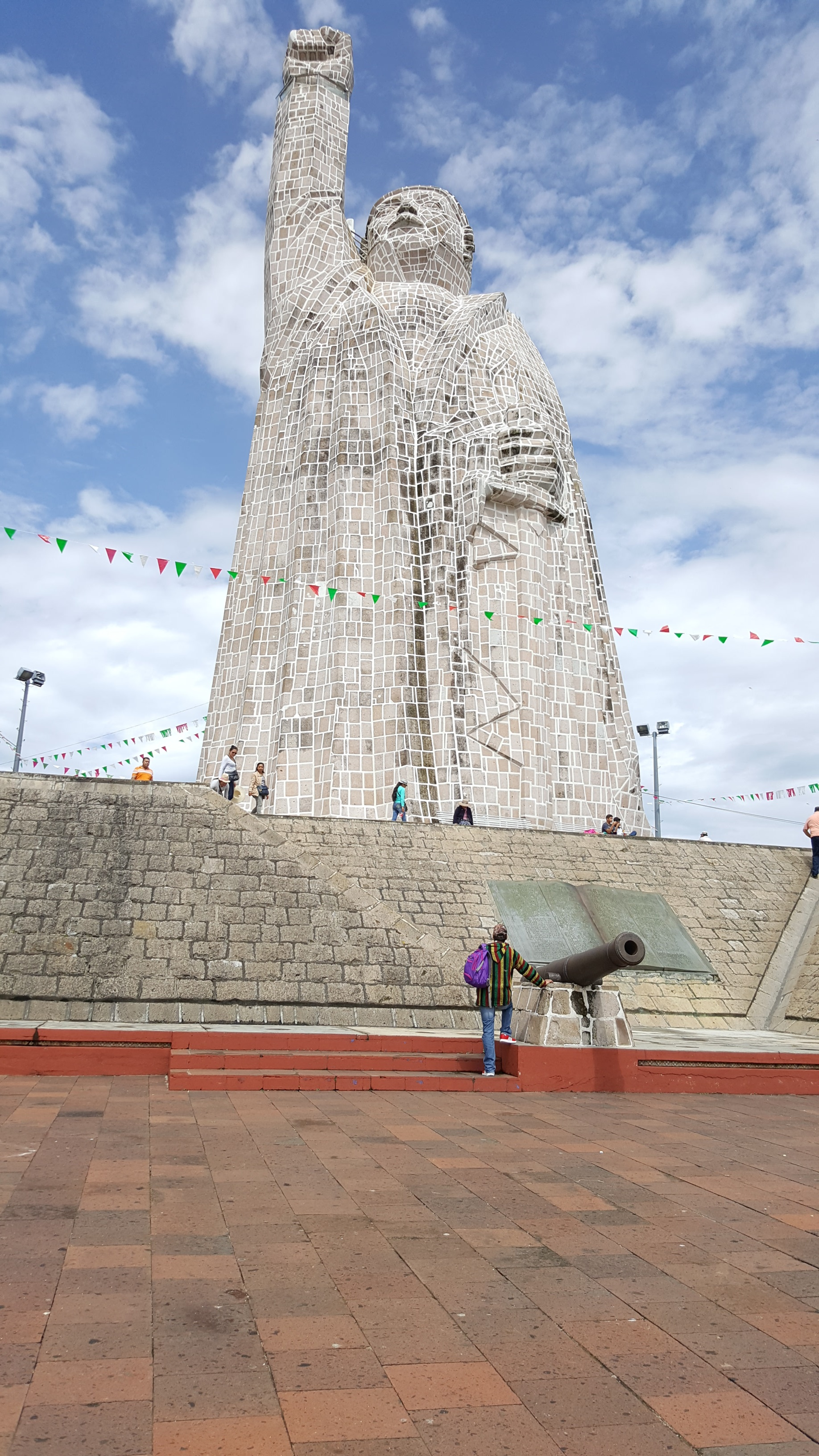
Monumento a José María Morelos
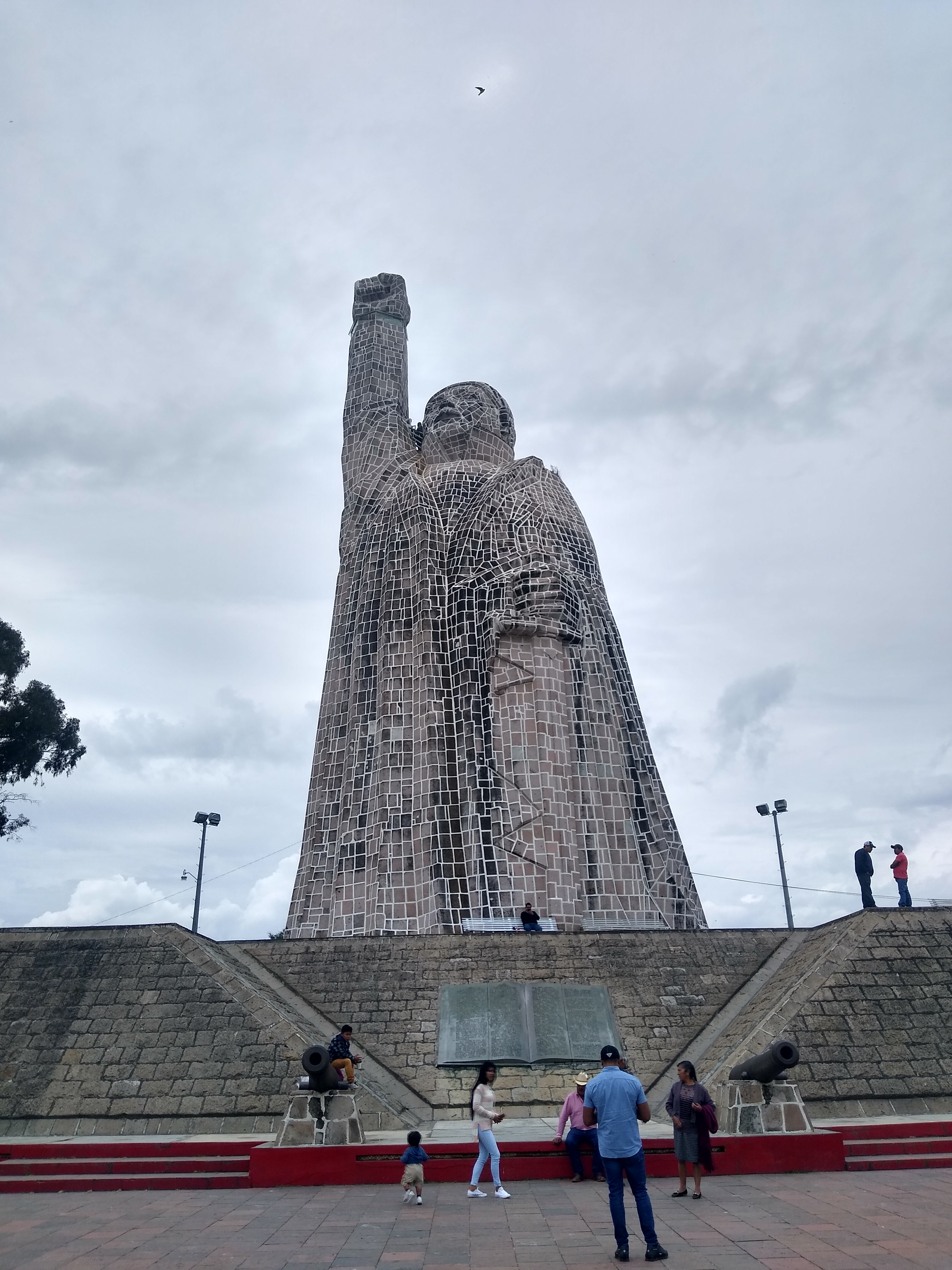
Vista frontal
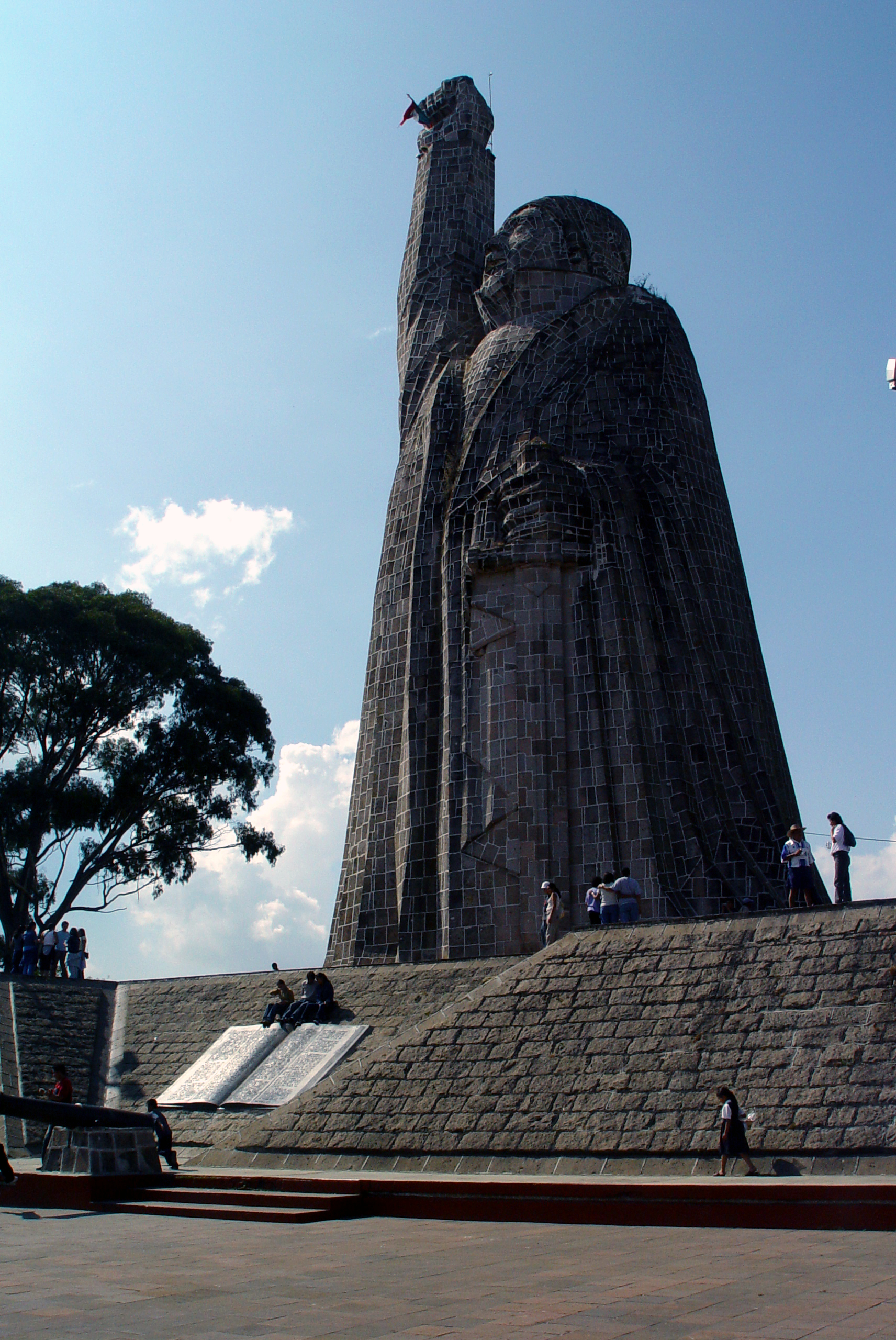
Vista en escorzo
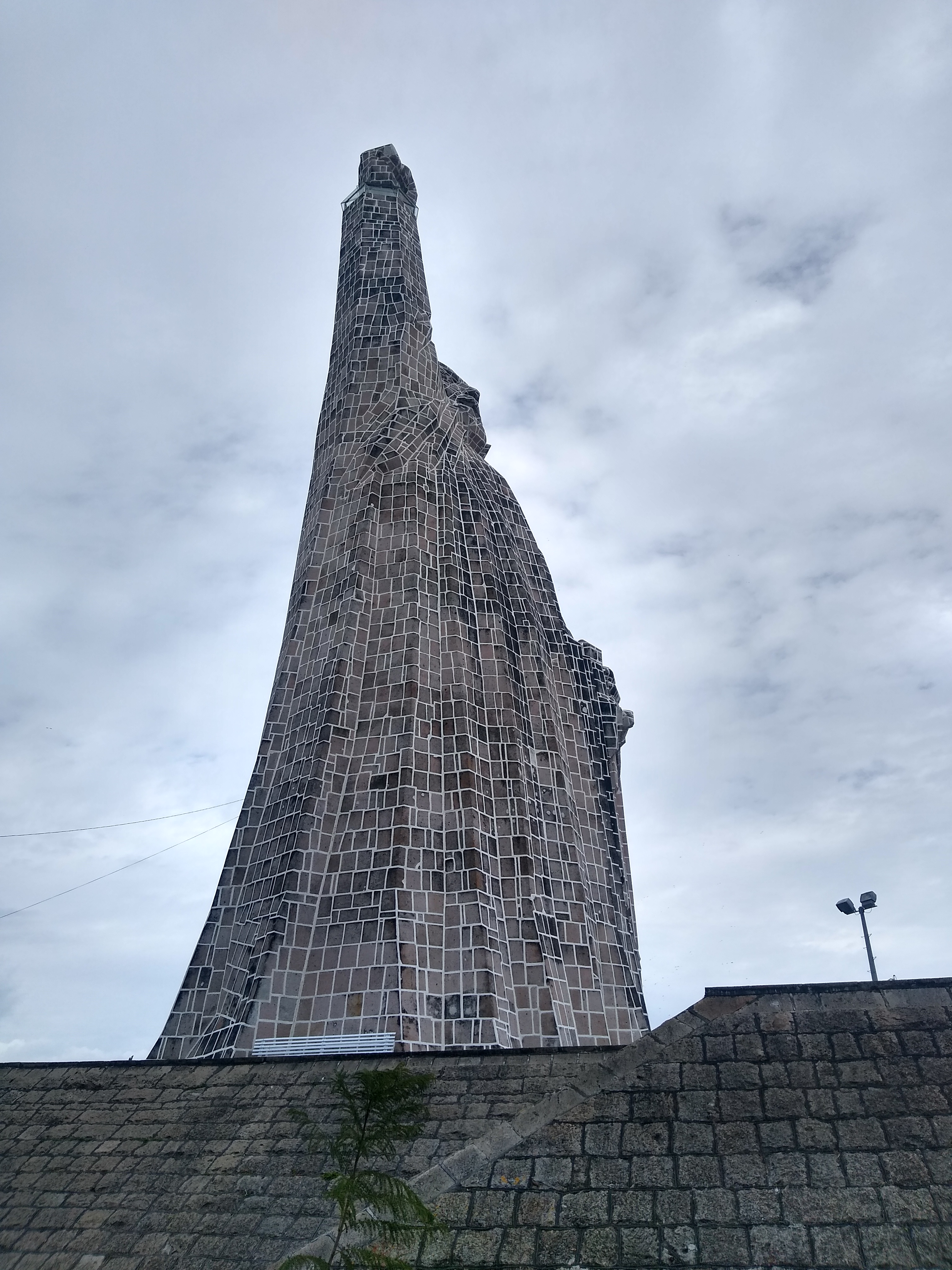
Vista lateral

## Descripción arquitectónica

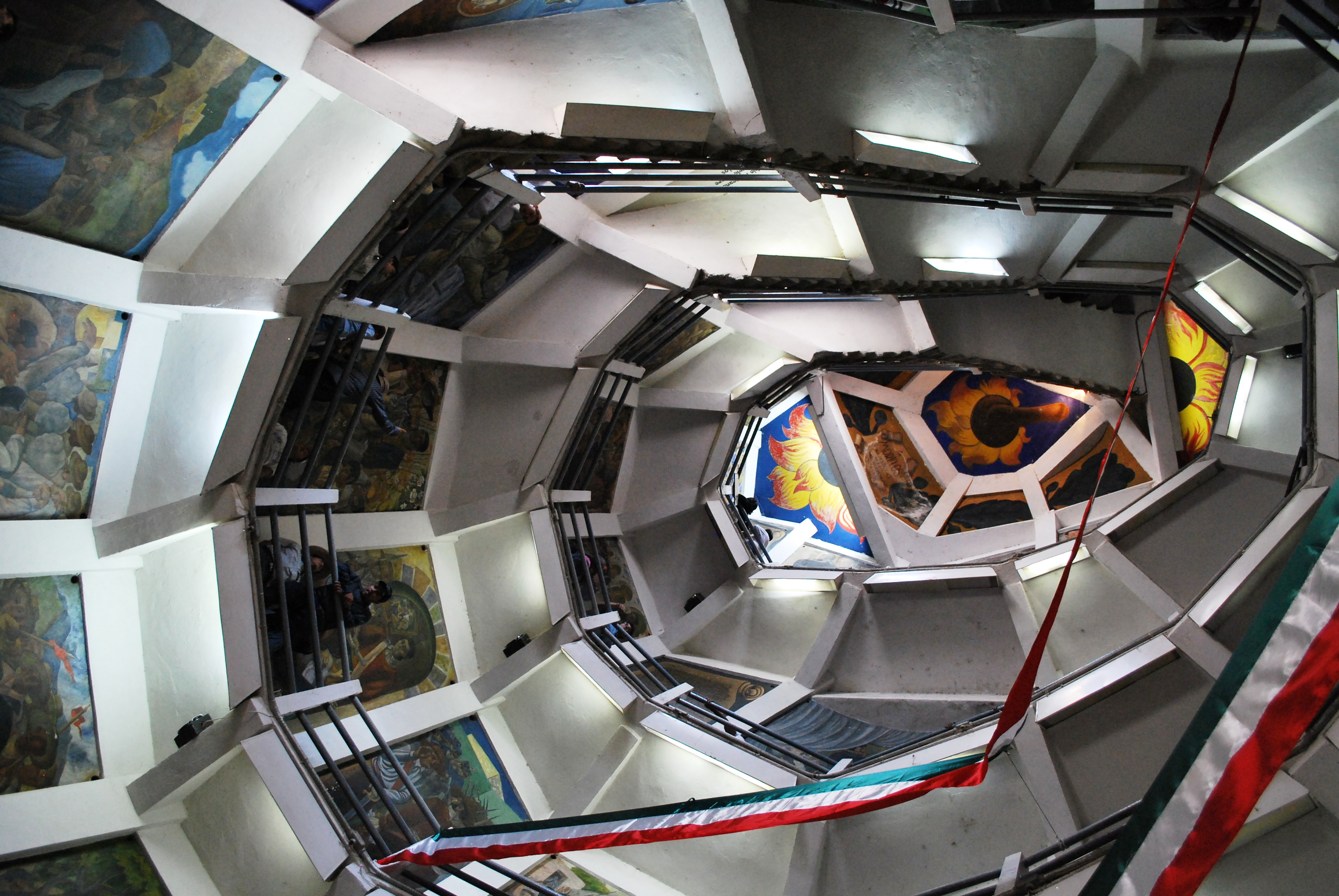
Interior con los 56 paneles pintados por Ramón Alva de la Canal

El monumento presenta el estilo art déco, mide 47 metros de altura, y está construido en concreto armado con revestimiento de cantera blanca-rosada de Santa Clara del Cobre en su exterior, el interior es hueco.
La obra se levanta en la cima de la isla de Janitzio, la cual es una elevación natural de  origen volcánico. La estatua se ubica sobre una explanada plana que sirve de plaza.
La estatua representa la figura erguida de José María Morelos y Pavón mirando a lo alto, con el brazo derecho levantado con la mano empuñada en señal de triunfo, y la mano izquierda sosteniendo una espada a manera de apoyo.
En el interior se han dispuesto escaleras que suben en forma de espiral  hasta el mirador que se ubica en la parte superior, en el hombro de la estatua. En la cabeza se encuentra una sala que sirve de cubículo donde antiguamente se conservaban objetos de Morelos. En la mano empuñada hay otro mirador más pequeño, que permite una panorámica de los cuatro puntos cardinales del lago de Pátzcuaro.
En los muros de la escalera que presenta 5 niveles, se ubican murales obra de Ramón Alva de la Canal los cuales se encuentran distribuidos en 56 paneles que narran la historia de José María Morelos y Pavón y hechos de la Independencia de México.
En la explanada donde se levanta la estatua, hay un basamento de paredes anguladas con cubierta de cantera, donde en su parte frontal se encuentra en bronce un libro abierto donde están plasmados los Sentimientos de la Nación que ideara Morelos. Frente al basamento de la estatua se ubica una plaza que sirve de mirador y en donde se encuentran antiguos cañones de bronce. En la parte posterior del basamento de la estatua se ubican áreas ajardinadas.

Interior del monumento
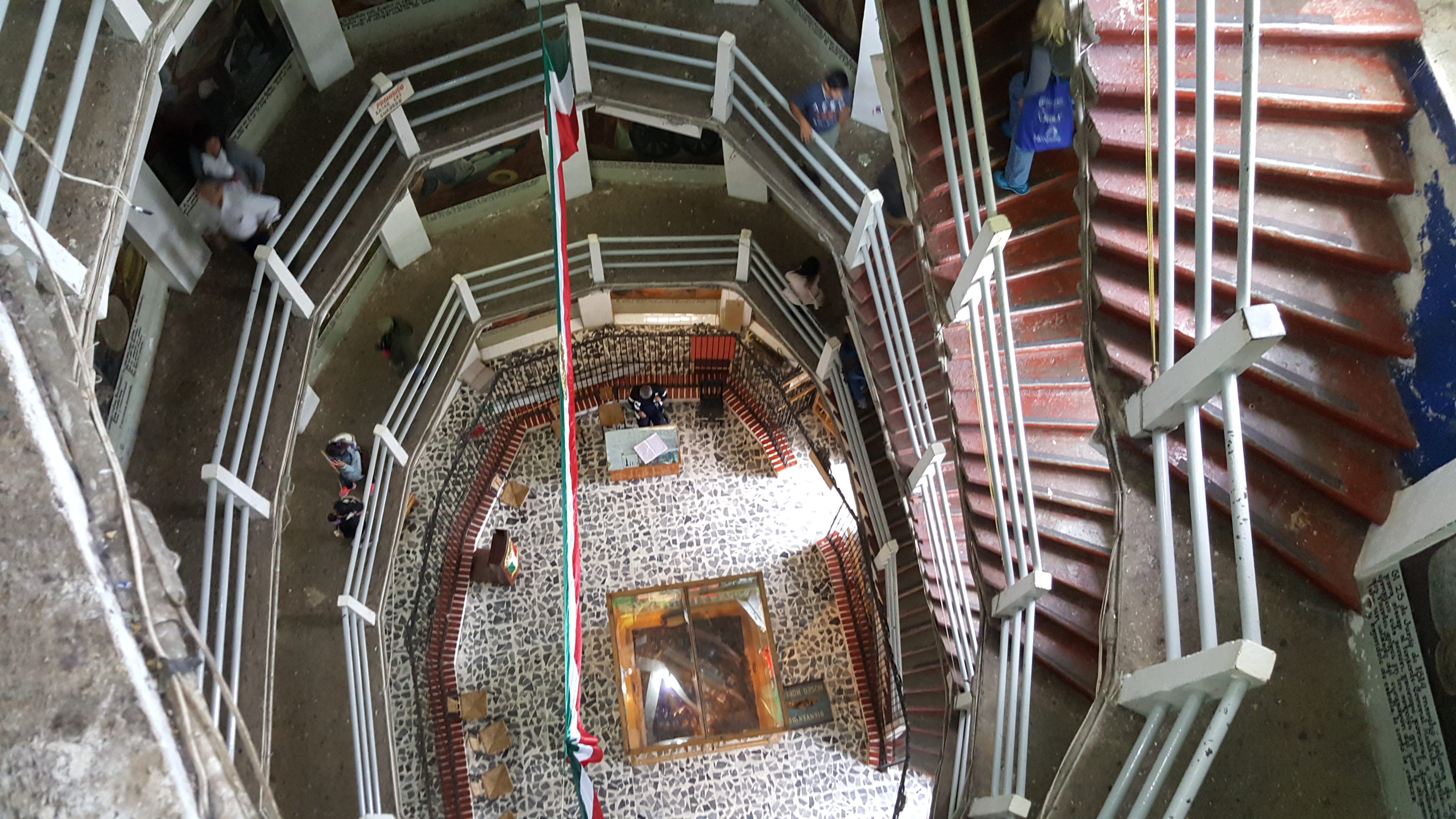
Interior
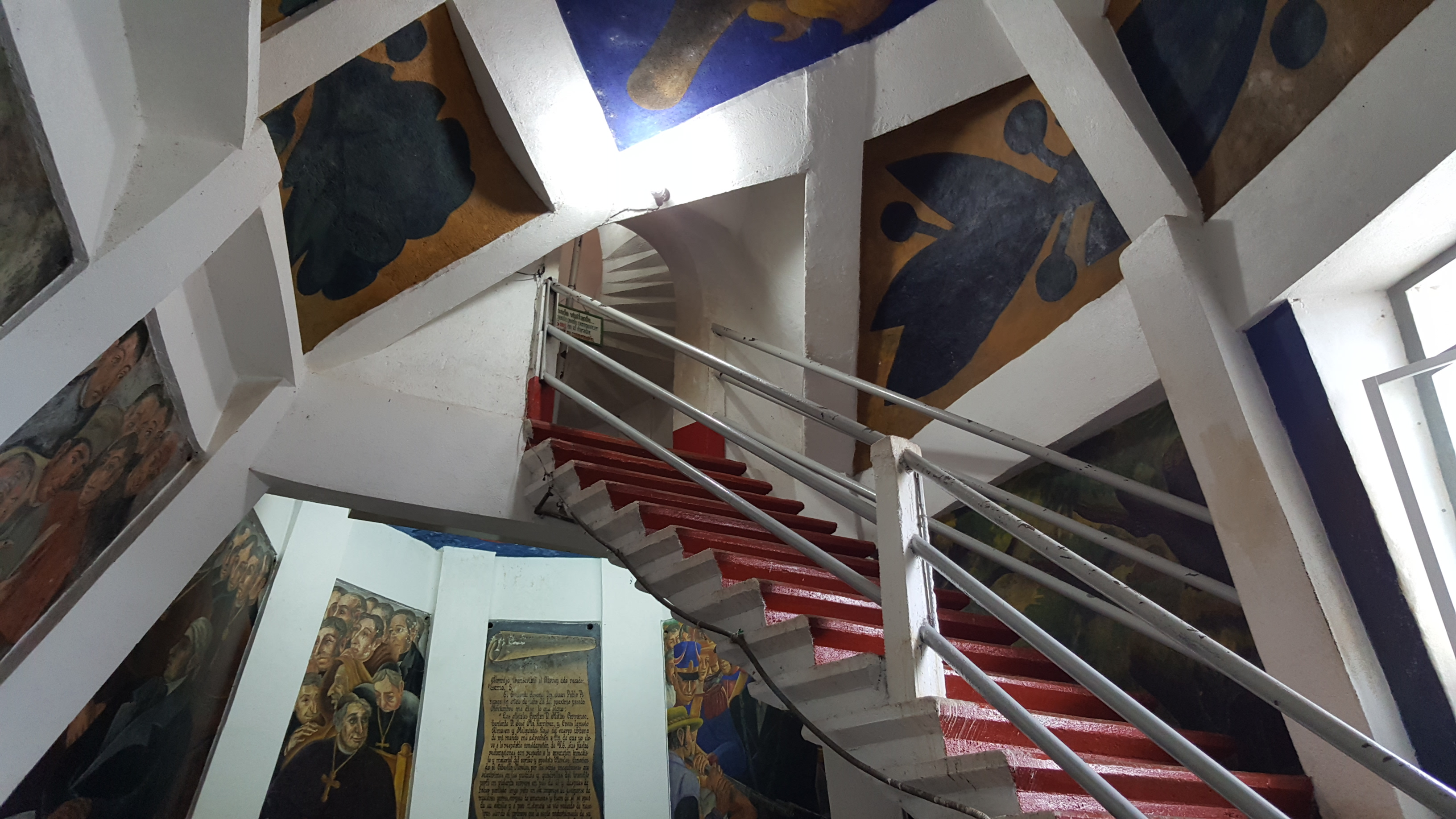
Subida al monumento
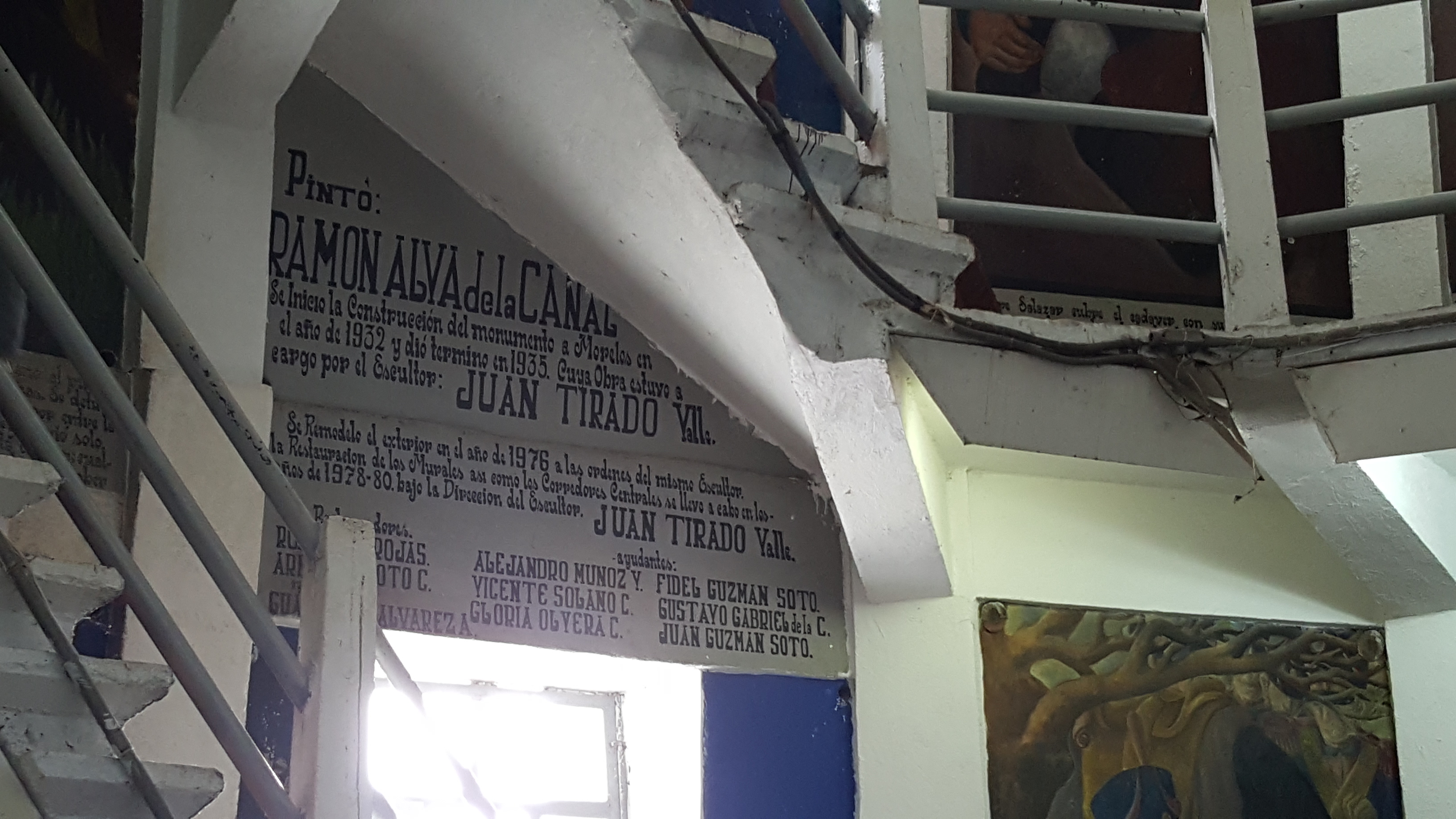
Nombre de los pintores del monumento
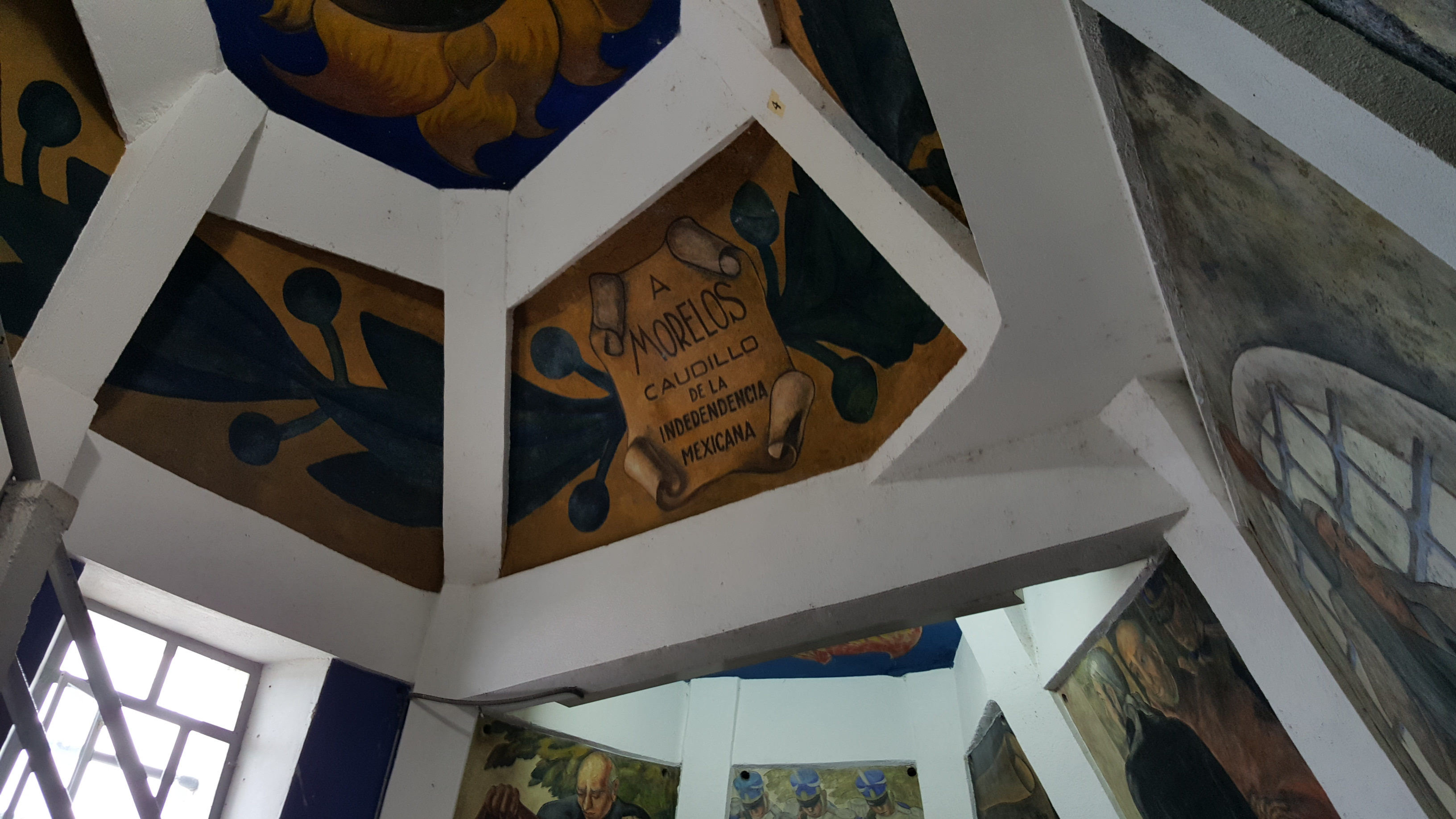
Dedicación a Morelos dentro del monumento

## Véase también

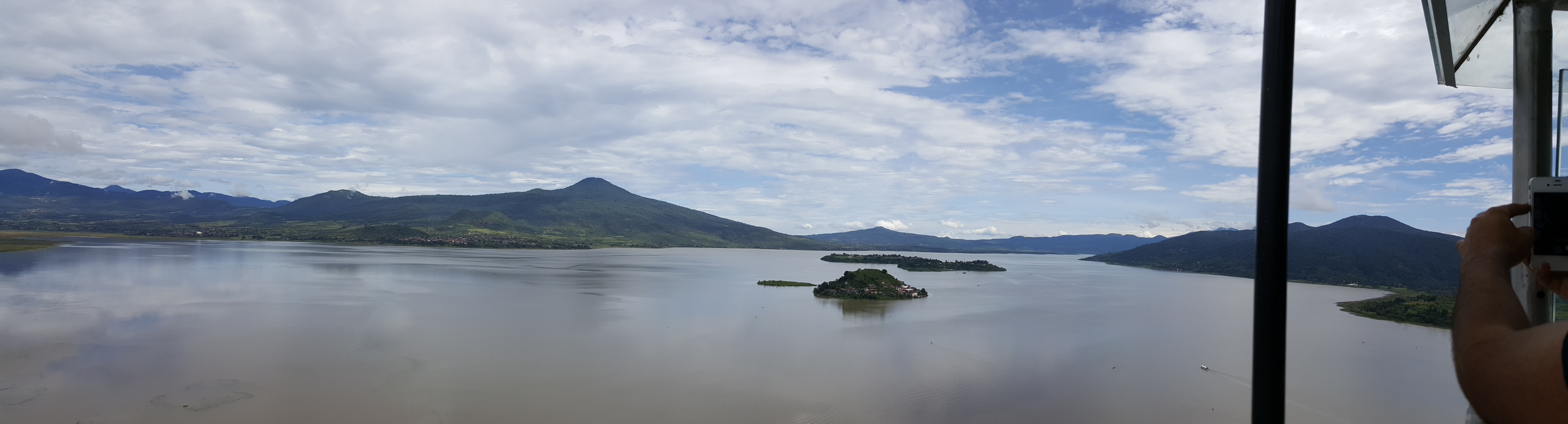
Vista desde lo alto del Monumento a José María Morelos